# バングラディシュ
もしかして
- バングラデシュ

ではありませんか？